# Gle Kareueng (kulle)
Gle Kareueng är en kulle i Indonesien.   Den ligger i provinsen Aceh, i den västra delen av landet, 1 800 km nordväst om huvudstaden Jakarta. Toppen på Gle Kareueng är 176 meter över havet, eller 169 meter över den omgivande terrängen. Bredden vid basen är 2,4 km.
Terrängen runt Gle Kareueng är varierad. Havet är nära Gle Kareueng västerut.Runt Gle Kareueng är det ganska tätbefolkat, med 149 invånare per kvadratkilometer.